# Cabaj
Cabaj (szlovákul Cabaj) Cabajcsápor településrésze, egykor önálló falu Szlovákiában, a Nyitrai kerületben, a Nyitrai járásban.

## Fekvése
Nyitrától 7 km-re délnyugatra fekszik.

## Története
Területén a korai bronzkorban a hallstatti kultúra települése állt. A 10. századból szláv sírok kerültek itt elő, ezért valószínűsíthető, hogy a mai település egy korábbi szláv falu helyén keletkezett.
1248-ban "Choboy" alakban említik először. 1326-ban a nyitrai káptalan faluja volt. A 17. században részben a nyitrai püspökségé, részben pedig a Emődy, Thuróczy, Majthényi és más családoké. 1601-ban felégette a török. 1715-ban 22 háztartása volt. 1787-ben 161 házában 966 lakosa élt. 1828-ban 188 házát 1319-en lakták. A 19. században a lakosság harmada zsidó volt. Lakói mezőgazdasággal foglalkoztak, majd a 19. század végétől Nyitra üzemeiben dolgoztak.
Vályi András szerint "CZABAJ. Tót falu Nyitra Vármegyében, földes Urai Báró Szörényi, és más Urak, lakosai katolikusok, fekszik Csaporhoz, mellynek filiája nem meszsze, Nyitrától egy mértföldnyire, határja középszerű, fája tűzre van, ’s alkalmatos legelője; de mivel szőlő hegye sovány, és piatzozása távol esik, földgyei, és réttyei középszerűek, második Osztálybéli."
Fényes Elek szerint "Czabay, tót falu, Nyitra vgyében, Csapor mellett: 1214 kath., 410 zsidó lak., synagógával, szép erdővel, meglehetős földekkel. F. u. a nyitrai püspök; Emődy, s m. k. Ut. p. Nyitra."
A trianoni békeszerződésig Nyitra vármegye Nyitrai járásához tartozott.

## Népessége
1910-ben 1606, többségben szlovák lakosa volt, jelentős magyar kisebbséggel.
2001-ben Cabajcsápor 3424 lakosából 3351 szlovák volt.

## Nevezetességei
- Római katolikus temploma 1750-ben épült barokk stílusban, a régebbi templom alapjain. 1790-ben klasszicista stílusban építették át.
- Két klasszicista kastélya közül az egyik a 18. század végén, a másik a 19. század elején épült.